# Lehetséges világok
A lehetséges világok ma használatos fogalma a 20. század közepén kialakult formális konstrukcióból nőtt ki. Ennek a formalizmusnak eredetileg csupán annyi volt a célja, hogy a számos, korábban felfedezett modális kalkulusra modellt szerkesszen. A modellelméleti struktúra sikeressége azonban más területek érdeklődését is felkeltette, így hamarosan a nyelvészet, az analitikus filozófia és az irodalomtudomány is használni kezdte a lehetséges világokat olyan problémák egzakt formába öntésére, amelyre korábban nem volt lehetőség.
A nyelvészetben az intenzionális kontextusok jelentésének megértésére, az analitikus filozófiában például az okság és a természeti törvények megértésére alkalmazták nagy sikerrel. Az irodalomtudományi használat viszonylag újabb fejlemény, itt főleg a fikciós kontextusok mélyebb megértését próbálják elérni a lehetséges világok segítségével.

## Lehetséges világok az analitikus filozófiában

### A probléma
A valós világtól különböző világok problémája akkor került a figyelem középpontjába, amikor a filozófusok megpróbálták értelmezni, hogy mit is jelentenek a modális szemantika formulái. A legegyszerűbb ilyen ún. normál keretben, a {\displaystyle \scriptstyle {{\mathfrak {F}}=\langle W,R\rangle }} formális struktúrában a {\displaystyle \scriptstyle {W}} halmazt szokás a lehetséges világok halmazának tekinteni. Azonban felmerül a kérdés: miért pont világoknak tartjuk ezeket az elemeket? A formális rendszer szempontjából bármilyen halmaz elegendő lenne. Ha csak ennyi kikötést fogalmazunk meg az értelmezésnél, akkor kinevezhetnénk például a Wikipédián található szócikkeket a {\displaystyle \scriptstyle {W}} elemeinek, és a cikkek közti linkeket pedig valamilyen {\displaystyle \scriptstyle {R}} alternatívarelációnak. Bár ez az interpretáció eleget tesz a formális kikötéseknek, mégsem gondolja senki, hogy helyes lenne. Ha magyarázatot akarunk adni arra, hogy miért utasítjuk el ezt a képet, akkor meg kell mutatnunk, hogy mi az, amit még elvárunk a lehetséges világoktól.

### Állítások
A bevezető említette, hogy a lehetséges világok elméletét különböző célokra használják. Az ilyen alkalmazások kivétel nélkül nyelvi entitások jelentésével foglalkoznak. Bizonyos elméleti előfeltevések miatt a jelentés elemzése alatt itt az igazságfeltételes szemantikában való reprezentálást értik. Ezen előfeltevések miatt kiköthetjük: bármik legyenek is a lehetetséges világok, képesnek kell lenniük magyarázni a nyelvi entitások jelentését. Így, kiindulásképpen szükségünk lesz a formulák (nyelvünk mondatai), a modell, az igazságfüggvények, az interpretáció és esetleg az értékelés fogalmaira. A Wikipédia szócikkek mint lehetséges világok esetében azonban nem lehetséges például (vagy legalábbis nagyon nehézkes lenne) ilyen fogalmak bevezetése. Ezért ki lehet kötni, hogy az olyan halmazokat amelyek nem felelnek meg ezeknek a kikötéseknek, nem tekintjük lehetséges világoknak. Ekkor viszont újra fölmerül a kérdés: Mégis, mik azok a lehetséges világok? A továbbiakban az erre a kérdésre adott válaszok következnek.

#### Genuin Realizmus
A genuin realizmus képviselői (például David Lewis) szerint a lehetséges világok valóságosan léteznek. Ez alatt azt értik, hogy a lehetséges világok nem „lehetőségek, ahogy a világ lehetett volna” vagy tetszőleges mondatok halmazai, hanem valódi, fizikai világok, pontosan olyanok, mint amilyenben mi is élünk. Lewis legerősebb érve a lehetséges világok valóságos létezése mellett az a Quine-tól származó megfontolás, hogy ontológiánkba csak azokat a dolgokat kell létezőként fölvennünk ami fölött kvantifikálunk, de azokat mindenképpen. Lewis szerint az, hogy modális kifejezéseinket csak a lehetséges világok feletti kantifikációval érthetjük meg mindennél erősebb érv arra, hogy a szó legszorosabb értelmében létezőként fogjuk fel a világokat. Így már könnyű megtalálni azt ami igazzá vagy hamissá teszi intenzionális kijelentéseinket: az aktuális világunkból az alternatívareláció mentén elérhető világok tényei biztosítják számukra az igazságértékeket, ugyanúgy, ahogy az aktuális világ tényei meghatározzák az extenzionális kijelentéseink igazságértékét.
Ebből eredeztetik az elmélet legnagyobb előnyét: reduktivitását. Reduktivitás alatt itt azt értik, hogy ezzel a magyarázattal elvileg minden modális tulajdonság kiküszöbölhető az elemzés során (ilyen például Lewis értelmezésében az ellentmondásmentesség), csupán más világok tényeire kell hivatkoznunk. Ami igazán fontos, az az, hogy ezek ugyanolyan fajtájú létezők, mint a mi világunk, ezért valóban tényekre redukáltuk a modális tényeket. Innen csak egy lépés a rendszer másik fő előnye: az ontológiai takarékosság. Azért nevezzük takarékosnak, mert a magyarázathoz csak egy típusú létezőt használ föl, nevezetesen a lehetséges világ fogalmát. A mi világunk lehetséges világ és fizikai világ, csakúgy, mint az összes többi lehetséges világ. Így nincs szükségünk két metafizikai kategóriára (aktuális és lehetséges világ), elég csupán az egyik.
David Lewis tehát a lehetséges világok realizmusát a korai Wittgenstein nyomdokain járva fogja fel. Minthogy nyelvünk és a világ analógiás kapcsolatban állnak egymással (melyek egybe is esnek), így a lehetséges világok létezésére irányuló nyelvi (logikai) kijelentés is relitásértékkel bír.
Mindez természetesen nem feltételezi a lehetséges világok azonos időbeli párhuzamos létezését. Lewis a Lehetséges világok című tanulmányában igen fontos szerepet szán az aktualitás kérdésének tárgyalására. Az "aktuális" kifejezést indexikus denotáló kifejezésként fogja fel, mely az "itt", "most", vagy az "én" szavainkhoz hasonlóan mindig akkor és ott bír referenciával amikor és ahol elhangzik.
Mindenek következménye az, hogy számunkra csak saját világunk bír aktualitással, a lehetséges világok "csupán" tiszta potencialitások. Azonban ezen tézis reverzív felfogása is helytálló: a lehetséges világok lakói számára csakis saját világuk aktuális és a miénk rendelkezik puszta potenciális létezéssel. Az aktualitás fogalmának tárgyalása küszöböli ki azokat a fantazmagóriákat, melyek az olyan párhuzamos univerzumok létezését feltételezik, melyek között szabad átjárás lehetséges, vagy akár az időutazás.
Lewis értelmezése kapcsán fontos kiemelni a világokon átívelő azonossági kritériumok tárgyalását. Véleménye szerint a kontrafaktuális világok lakói nem esnek egybe aktuális világink individuumaival, mert minden individuum saját aktualitásának foglya. Kapcsolatot közöttük csupán a hasonlóság alapján lehet felfedezni. Ezen probléma feloldásával Saul Kripe próbálkozott, amikor is azt állította, hogy a lehetséges világokban nem a beazonosítás (hasonlóság) alapján keressük meg egy adott individuum megfelelőjét, hanem kikötés alapján. Minden esszenciális tulajdonságával együtt helyezzük az individuumot a lehetséges világba, nem pedig számunkra adott módon próbáljuk beazonosítani őket.
Lewis szerint a lehetséges világok logikája és aritmetikája szigorúan kötött, azaz megegyezik, ennek oka a logika transzcendentális mivolta (lásd Wittgenstein). A fizika (fenomenológia) azonban kontingenciája miatt eltérhet aktualitásunkétól. Számukra vonatkozóan azt állítja, hogy nem nagyobb a valós számok halmazának végtelen számosságánál.

#### Fikcionalizmus
A fikcionalizmus képviselői (például Daniel Nolan) egy - a lewisitől - radikálisan különböző nézetet fejtenek ki. Szerintük nincs szó arról, hogy a mi világunktól különböző világok sokaságát kellene feltételeznünk. Éppen ellenkezőleg, a lehetséges világok formalizmusát úgy lehet nem modális tartalommal feltölteni, hogy közben megmaradunk saját világunk határai között. A következőképpen érvelnek: szóhasználatunkban (legalábbis a filozófiai szóhasználatban) folyton kvantifikálunk a lehetséges világok felett. Azonban, ha nem vesszük szó szerint a quine-i érvet, akkor mondhatjuk azt: Az a mondat, hogy "Lehetséges, hogy A" akkor és csak akkor igaz, ha a lehetséges világok fikciója szerint van egy olyan világ ahol A igaz. A "… fikciója szerint…" előtaggal olyanmód semlegesítettük a modalitást, hogy valami evilágira vezettük vissza, nevezetesen a fikcióra. Ezzel a megoldással meg lehet szabadulni a túlburjánzó ontológiától.

#### Ersatzrealizmus
A két szélsőséges álláspont között félúton helyezkednek el az ersatzrealizmus képviselői (például Stalnaker, Plantinga ). Azért helyezkedik el félúton, mert  egyfelől meg akarja őrizni a lehetséges világokat mint önálló létezőket (szemben a fikcionalistákkal) viszont nem fogadja el, hogy ugyanolyan létezők lennének mint az aktuális világ. Ezért a lehetséges világoknak világpotlékokat feleltet meg (A pótlék németül Ersatz, innen a név.). Ezek a pótlékok többfélék lehetnek: konzisztens mondathalmazok, propozíciók halmazai vagy bármi más absztrakt entitásokból felépülő struktúra elemei. A közös jellemzőjük az, hogy valós létezők vagy történetek helyett egy absztrakt létezőnek tekintik a lehetséges világokat. Ez a kényelmes megoldás azonban problémákat szül, hiszen így a magyarázandó dolgot egy másik magyarázandó dologra vezettük vissza, amely szintén magyarázatra szorul.